# Sammi Listen To Mi Birthday Gig
Sammi Listen To Mi Birthday Gig，是香港女歌手鄭秀文第二次為歌迷會舉辦的個人迷你音樂會。主辦機構為寰亞娛樂，是次音樂會僅於2021年8月18日在香港九龍灣國際展貿中心匯星Star Hall舉行一場，為其首次於匯星Star Hall的演出，音樂會限歌迷會「三米飯團 Sammi Fan Club」成員參與。

## 簡介
「Sammi Listen To Mi Birthday Gig」是鄭秀文第二次為歌迷會舉辦的迷你音樂會，僅於2021年8月18日在香港九龍灣國際展貿中心匯星Star Hall舉行一場，演出時間約125分鐘。迷你專輯《Listen To Mi》亦配合音樂會於2021年8月18日發行。是次音樂會歌單囊括部分遺珠歌曲如《隔著玻璃》、《忘記巴黎》，首度演唱作品如《愛》、《萬物有時》及膾炙人口金曲《終身美麗》、《我們都是這樣長大的》等，與歌迷回顧歷年來的音樂之路。
音樂會特意選在鄭秀文生日前夕舉行，與歌迷一起預祝生辰，因此音樂會亦僅限歌迷會「三米飯團 Sammi Fan Club」成員購票參與，受2019冠状病毒病疫情影響，是次音樂會只限香港地區會員參與，場館亦因應限聚令而需分隔座位。
是次音樂會亦有作影音產品錄影，錄像產品內容詳見下方。

### 開場時間
2021年8月18日 晚上8:00

## 發售

### 流程
音樂會票價劃一港幣$780，並於2021年7月19日開售，每人可合共購買兩張門票。

## 演出地點
| 日期          | 城市 | 國家/地區 | 場地                            | 附註 |
| ------------- | ---- | --------- | ------------------------------- | ---- |
| 亞洲          |      |           |                                 |      |
| 2021年8月18日 | 香港 | 香港      | 九龍灣國際展貿中心匯星Star Hall |      |

## 表演曲目
Opening
1. 我們的主題曲
2. 螢
3. 隔著玻璃
4. 忘記巴黎

Movie Theme Songs
1. 愛上一個人
2. 調情
3. 如果你有事

介紹SHIMICA
1. 新造的人 (feat. SHIMICA)
2. In My Dreams (SHIMICA獨唱)

Tears and Love
1. 哭泣遊戲
2. 上一次流淚
3. 愛 (國語)

無人島 Music Video 首播
Karaoke
1. 獨家試唱
2. 不要驚動愛情
3. 回來我身邊
4. 喝采 (原唱：陳百強)
5. 我們都是這樣長大的
6. 萬物有時
7. 交換溫柔

重生的心聲 8D音效體驗
快歌
1. 信者得愛 (feat. SHIMICA)
2. Chotto 等等
3. 煞科

Ending
1. 親密關係

Encore
1. 愛的輓歌
2. 終身美麗

## 影音系列
| 數位、藍光版本 | 數位、藍光版本           |
| 曲序           | 曲目                     |
| -------------- | ------------------------ |
| 1.             | 我們的主題曲             |
| 2.             | 螢                       |
| 3.             | 隔着玻璃                 |
| 4.             | 忘記巴黎                 |
| 5.             | 愛上一個人               |
| 6.             | 調情                     |
| 7.             | 如果你有事               |
| 8.             | 新造的人（feat.SHIMICA） |
| 9.             | 哭泣遊戲                 |
| 10.            | 上一次流淚               |
| 11.            | 愛（國）                 |
| 12.            | Happy Birthday To Mi     |
| 13.            | 獨家試唱                 |
| 14.            | 不要驚動愛情             |
| 15.            | 喝采                     |
| 16.            | 我們都是這樣長大的       |
| 17.            | 萬物有時                 |
| 18.            | 交換溫柔                 |
| 19.            | 信者得愛（feat.SHIMICA） |
| 20.            | 親密關係                 |
| 21.            | 終身美麗                 |

### 銷量榜成績
香港： 
- 香港唱片商會銷量榜：1 （六星期冠軍）
- Sky Music 天空銷量榜：1
- CD Warehouse 銷量榜：1

台灣： 
- 佳佳唱片銷量排行：1

## 音樂會紀念品
下列音樂會紀念品於Pastell Store作優先訂購，並於音樂會場外設有攤位販售：

1. Listen To Mi 紅色 T-Shirt (Size S/M/L)

2. Listen To Mi 黑色 T-Shirt (Size S/M/L)

3. Listen To Mi 紅色毛巾

4. Listen To Mi 鍍14K金耳環配紅色黑色搪瓷

5. Listen To Mi 鍍14K玫瑰金調節式紅色手鍊

6. Listen To Mi 鍍14K玫瑰金調節式黑色手鍊

7. Listen To Mi 紅色 Tote Bag

8. Listen To Mi 黑色 Tote Bag

9. Listen To Mi (平裝版專輯)